# 桂由美
桂 由美（かつら ゆみ、1930年〈昭和5年〉4月24日 - 2024年〈令和6年〉4月26日）は、ウエディングドレスデザイナー、実業家。本名：結城 由美（旧姓：満生）。株式会社ユミカツラインターナショナル社長、株式会社桂由美ウエディングシステム社長、一般社団法人全日本ブライダル協会会長、全米ブライダルコンサルタント協会名誉会員、アジアブライダル協会連合会会長、NPO法人地域活性化支援センター理事、アジア・クチュール協会創立メンバー。ウエディングドレスなどブライダルデザインの第一人者、ブライダル業界の重鎮として知られる。

## 来歴
1930年4月24日、東京府南葛飾郡小岩町（現在の東京都江戸川区小岩）生まれ。共立女子中学校・高等学校、共立女子大学卒業後、フランスへ留学。
1964年、日本初のウエディングドレス専門店をオープンしブライダルファッションデザイナーとして活動開始。
1969年、NPO法人全日本ブライダル協会設立。
1972年、元大蔵省官僚の結城義人と結婚。当時結城53歳、桂42歳と晩婚だった。
1976年、日本フォーマルウエア協会（現・日本フォーマル協会）設立。会長に就任。
1987年、パリにおいてグランドコレクションを挙行。
1990年12月3日、夫の結城義人が死去。
1993年、ローマ教皇へ祭服を献上。3か月後の復活祭で着用される。
1999年、東洋人として初めてイタリアファッション協会の正会員となる。
2003年、春夏パリ・オートクチュールコレクションに初参加。以降毎年パリでコレクションを発表。
2005年、パリ・カンボン通りのシャネル本店前に、パリ店をオープン。
2011年、千葉商科大学サービス創造学部の特命教授に就任。
2024年4月26日、94歳で死去。死去の一週間前にも自身のサロンで接客をしており、生涯現役でブライダル事業に取り組んだ。また、死去の4日前には徹子の部屋の番組収録にも臨んでいる。

## 人物
父は 逓信省（旧郵政省）の官吏、母は洋裁学校（現在の東京文化デザイン専門学校）を立ち上げた人物で長女である由美を跡継ぎとしたかった。幼少期はおとぎ話や絵本が好きで、戦時中でも白馬の王子様や美しいお城が現れる世界が頭の中を占めていたという。共立女子中学校・高等学校を経て、母の意向で共立女子大学家政学部被服学科に入学するも浴衣も縫えないほど縫製が苦手だった。
共立女子学園では軍国少女が海軍派と陸軍派に分かれており、桂は海軍派のリーダーであった。特攻隊員に憧れ、「私たち女性も飛行機に乗れるようにして下さい。特攻隊は男だけではありません。」という血書を書いて海軍省に送ったこともあったという。在学中は学生委員を務め、当時の学長・鳩山薫（鳩山一郎の妻）との接点も多く選挙の手伝いもした。
子供の頃から好きだった演劇部の部長も務めるなど、一時期演劇にのめりこむが才能の限界を感じるようになり（大学1年のとき文学座の研究生となり1年過ごした。俳優ではなくプロデューサー志望だった。）芥川比呂志の言葉もあって大学で学び続けることを決意。やがてファッション業界に身を置く決心を固める。大学後半は文化服装学院の夜間部にも通っていた。大学を卒業後、パリに1年留学。クチュール技術を学ぶ。帰国後は母が経営する洋裁学校で教鞭をとる。その中で「日本ではまだ誰もやっていない婚礼衣装をやろう」と決意。学生の卒業制作にウェディングドレスを出し、生徒と共に生地探しを行っていた。
日本会議のメンバーでもあり、同会議の関連団体である「日本女性の会」代表委員、「皇室の伝統を守る国民の会」代表発起人、「美しい日本の憲法をつくる国民の会」代表発起人の役員を務めていた。また、櫛田英俊の薦めでクオリアートの審査員を2011年から2023年まで務めた。

## 受賞歴
- 1993年 外務大臣表彰受賞[12]。
- 1996年中国「新時代婚礼服飾文化賞」受賞[13]。
- 2002年 ウエディングベール（兵庫県宝塚市「21世紀カウントダウン・イベント」にて制作）が世界最長として、ギネス世界記録に登録[12]。
- 2014年 本真珠13262個を全面にあしらったウエディングドレスを発表。「世界最多の真珠を付けたウエディングドレス」として、ギネス世界記録に登録[27]。
- 2017年 港区政功労者表彰受賞[28]。
- 2017年度 第5回ベスト・プロデュース賞[29]。
- 2019年 文化庁長官表彰[30]。
- 2020年 東京都功労者表彰受賞[28]。
- 2023年 東京都港区名誉区民[31][32]。

## 著書
- 桂由美The First Class Wedding（2011年、ユミカツラインターナショナル/世界文化社発行）
- 桂由美MAGIC（2008年集英社）
- 世界基準の女になる!（2007年、徳間書店（2010年、PHP出版にて再版））
- 出会いとチャンスの軌跡（2011年、カナリア書房）

### その他
- 2015年10月7日、ダンス&ボーカルユニット・BRIDGETがリリースした楽曲「君だけ愛してる」は、桂由美監修・全日本ブライダル協会推奨・恋人の聖地公式ウェディングソング。本作品の初期限定版ジャケットには桂の写真が使用されている[33]。

## テレビ番組
- テレビ 人間発見「ロマンティックウェディング」～桂由美「ロマンティックウェディング」～ブライダルデザイナー・桂由美（2002年3月23日、テレビ東京）[34]
- 徹子の部屋
  - 花嫁衣装とターバンの秘密?桂由美（2002年4月3日、テレビ朝日）[35]
  - 今語るターバンと意外過去（2007年11月27日、テレビ朝日）[36]
  - ギネス記録！世界最多の真珠ドレス公開（2014年9月10日、テレビ朝日）[27]
  - 現役53年のデザイナー！亡き夫のすすめでターバンを（2017年10月17日、テレビ朝日）[37]
  - コロナ禍の花嫁たちを応援（2021年4月21日、テレビ朝日）[38][39]
  - 追悼・桂由美さん（2024年5月3日、テレビ朝日）※2024年4月22日収録
- たけしの誰でもピカソ 日本女性の美を創造した女神～桂由美&メイ牛山（2003年11月7日、テレビ東京）[34]
- ソロモンの王宮 ファッション革命（2004年7月4日、テレビ東京）[34]
- グレートマザー物語 桂由美の母・みつ子～母娘で築いた幸せの城（2005年9月18日、テレビ朝日）[40]
- 美の壺 レース　糸の芸術（2011年10月2日、NHK）[41]
- 美の壺 ウェディングドレス（2012年11月25日、NHK）[42]
- サワコの朝 桂由美▽執念のブライダル革命（2016年7月9日、TBS）[43]
- 20世紀写真館～皇族ウェディング～美智子さま・雅子さま・紀子さま～（2017年4月16日、BSフジ）- VTRゲスト[44]
- NEWSな2人特別編 レジェントに学ぶ人生哲学！（2017年9月15日 - 9月22日、TBS）[45]
- 爆報! THE フライデー（2018年3月2日、TBS）[46]
- 梅沢富美男のズバッと聞きます! スペシャル版（2018年8月8日、フジテレビ）[47]
- 林先生の初耳学（2019年9月22日 - 9月29日、TBS）- 「アンミカ先生のパリコレ学」の第2シーズンで桂由美が特別講師[48][49]
- 水前寺清子の人生は三百六十五歩のマーチ（2019年12月7日、BSフジ）[50]
- ぶっこみジャパニーズ（2019年12月19日、TBS）[51]
- 桂由美　幸せを呼ぶ“純白”のドレス（2020年5月16日、NHK BS1）[52]
- チコちゃんに叱られる! ▽和菓子のあんこ▽洋服の布切れ（2020年10月9日、NHK）[53]
- 悪魔のサイフ（2022年8月24日 - 8月31日、フジテレビ） - MC[54]
- はれのひ シンデレラ ウェディングドレスを日本へ！ある女性の挑戦（2024年2月24日、日本テレビ・読売テレビ制作） - 半生を描いたスペシャルドラマ[5][55]

## ラジオ番組
- マスターズインタビュー（2017年6月26日 - 6月30日、文化放送）[56]
- 伊集院光とらじおと（2017年8月1日、TBSラジオ）[57]
- 眠れない貴女へ 「サロン・ド・ビジュー」コーナー（2017年12月3日、NHK-FM）[58]